# Mahjabah
Mahjabah és un grup d'assentaments dispersos amb un miler d'habitants a les muntanyes de l'Alt Yafa al Iemen, governació de Dhala. L'unica edificació important és l'antic palau del sultà de l'Alt Yafa (vers 1725-1967), senzilla construcció de pedra. La regió està poblada per diverses tribus del grups tribal dels yafi. La zona està situada a gran altura a vora 2000 metres, prop del Djebel Haris de 2503 metres. L'antiga frontera entre els dos Iemen es troba pocs quilòmetres al nord i nord-est. Del 1968 al 1991 fou part de la muhafazah IV (governació IV) de la República Popular i Democràtica del Iemen.